# 達馬斯德德桑帕拉多斯區
達馬斯德德桑帕拉多斯區（西班牙語：Damas），是哥斯達黎加的一個區，位於該國中部聖何塞省，面積2.57平方公里，2011年人口13,175，人口密度每平方公里5,126.46人。